# Carret d'anar a plaça

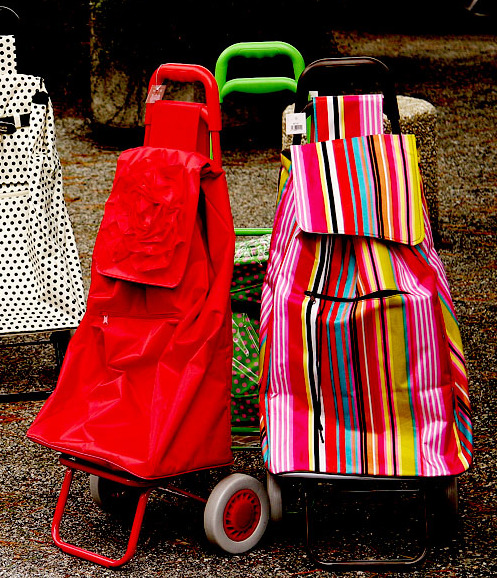
Carrets d'anar a comprar

Un carret d'anar a comprar o carret d'anar a plaça és una bossa gran amb rodes, que s'utilitza per portar anant a peu a casa una quantitat de compres que pel seu pes i volum no es podria portar a sobre. La bossa sol estar feta d'una tela impermeable i també es venen dissenys de cistelles de vímet.
Els carrets generalment tenen dues rodes paral·leles en un marc estil carretó d(amb un mànec i un suport), encara que alguns dissenys tenen quatre o sis rodes.

## Disseny

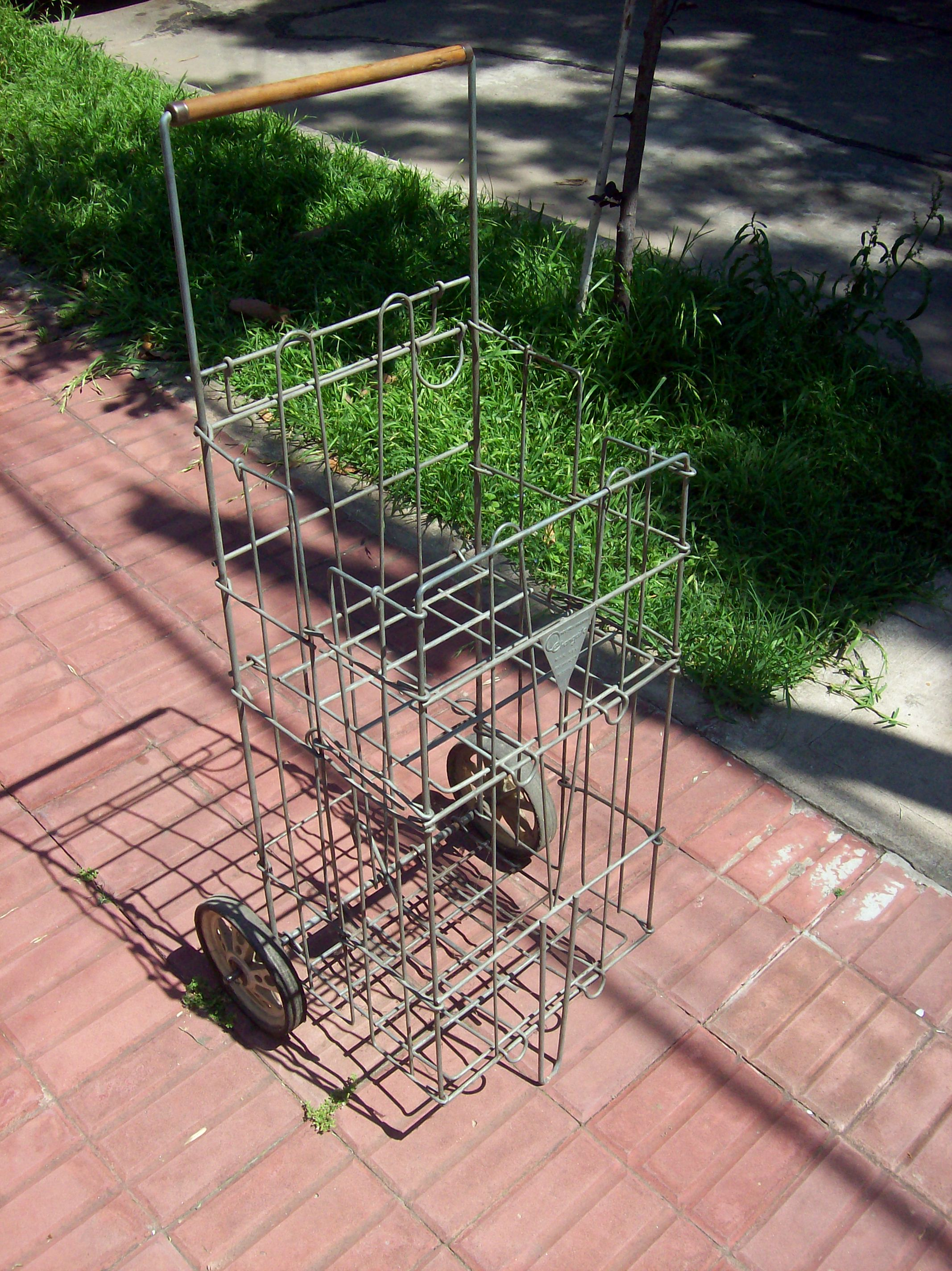
Carret d'estructura metàl·lica, 1970.

A la década de 1960, el model més corrent consistia en una cistella o estructura metàl·lica sobre la qual s'adaptava una bossa. Al segle XXI, dissenys amb estil han estat comercialitzats pels minoristes de moda Zara i Chanel. A la imatge de la dreta es pot veure un carretó arrossegat per una bicicleta.

## Granny cart
En certs països, els carrets d'anar a comprar es consideren tradicionalment utilitzats per dones en edat de jubilació, fins al punt que " granny cart" o "carret d'àvia"  és un terme de l'argot nord-americà per als carrets de quatre rodes amb estructura de tub metàl·lic, que de vegades s'utilitzen com a ajuda per caminar. Al Regne Unit se'ls coneix com a carret d'àvia i estan disponibles en versions plegables. El 2023, el Farino Carrier amb rodes per a patins en línia es va presentar com un producte nou i únic a Dragons' Den.

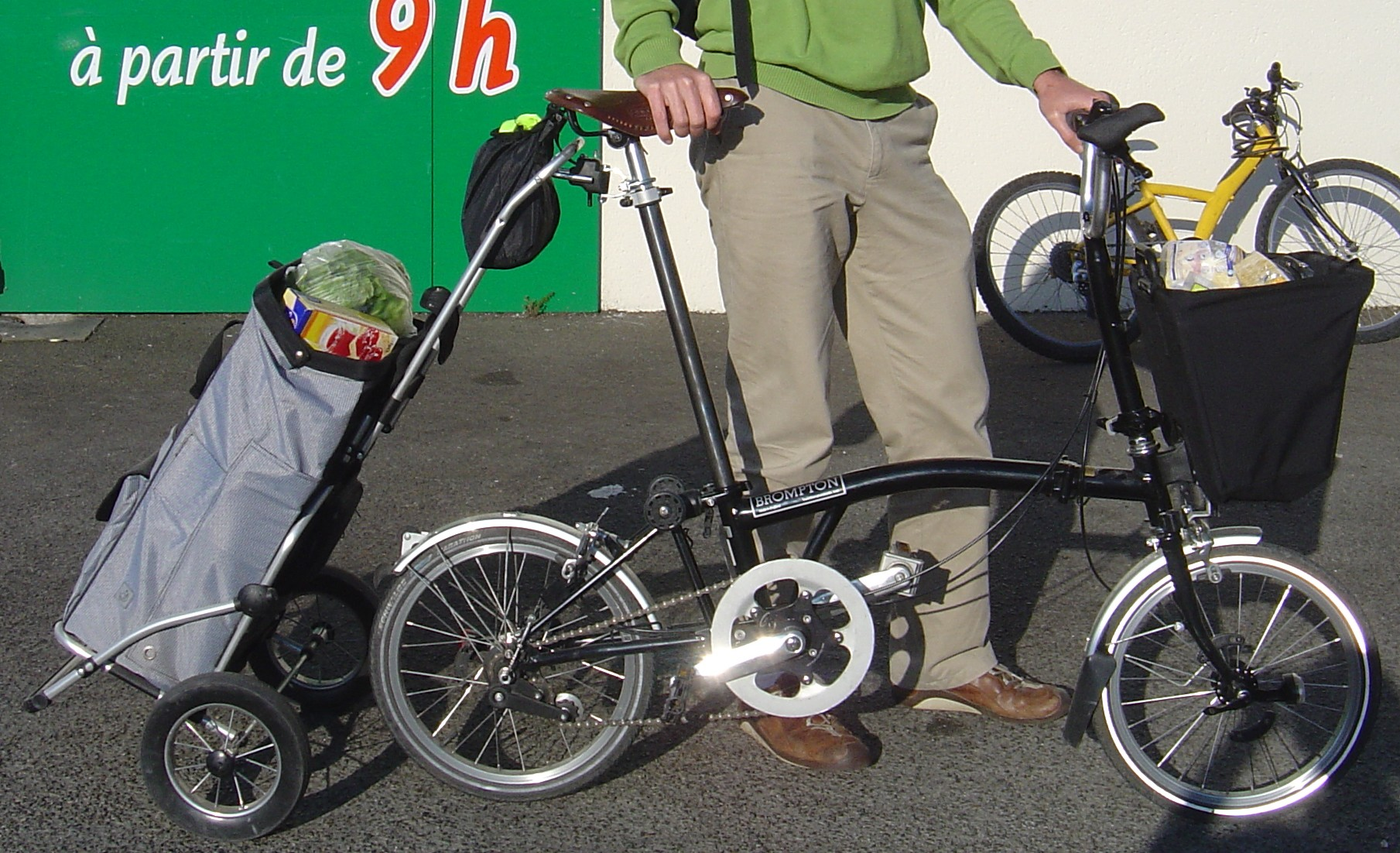
Un carretó unit a una bicicleta.

## Galeria

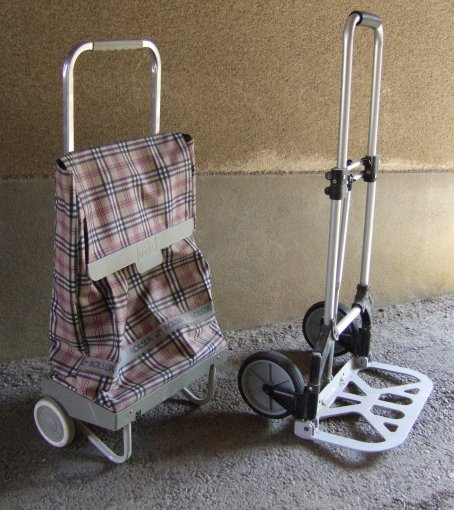
Carret d'anar a comprar vs. carro manual.
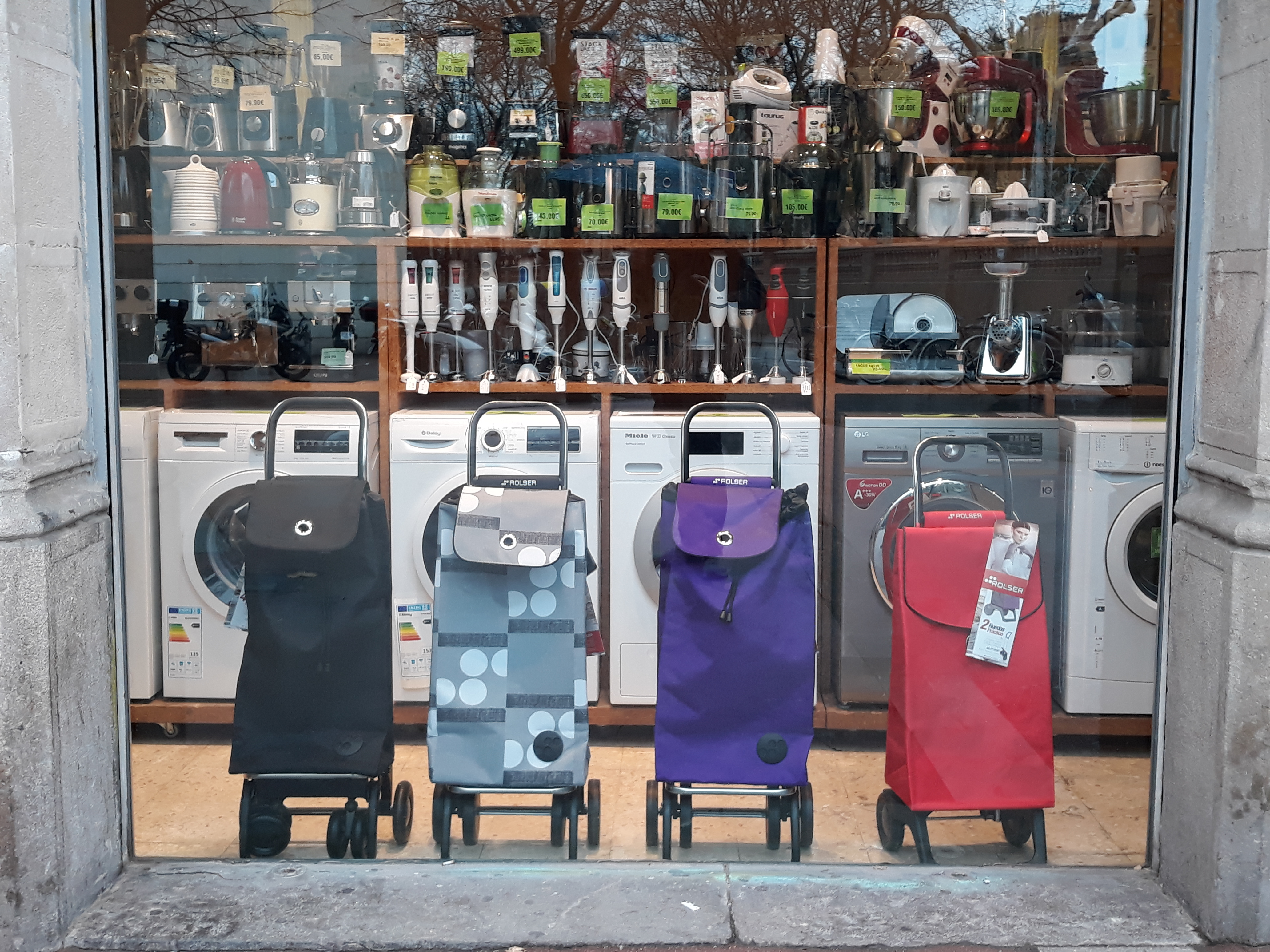
Varietat de models en una botiga.
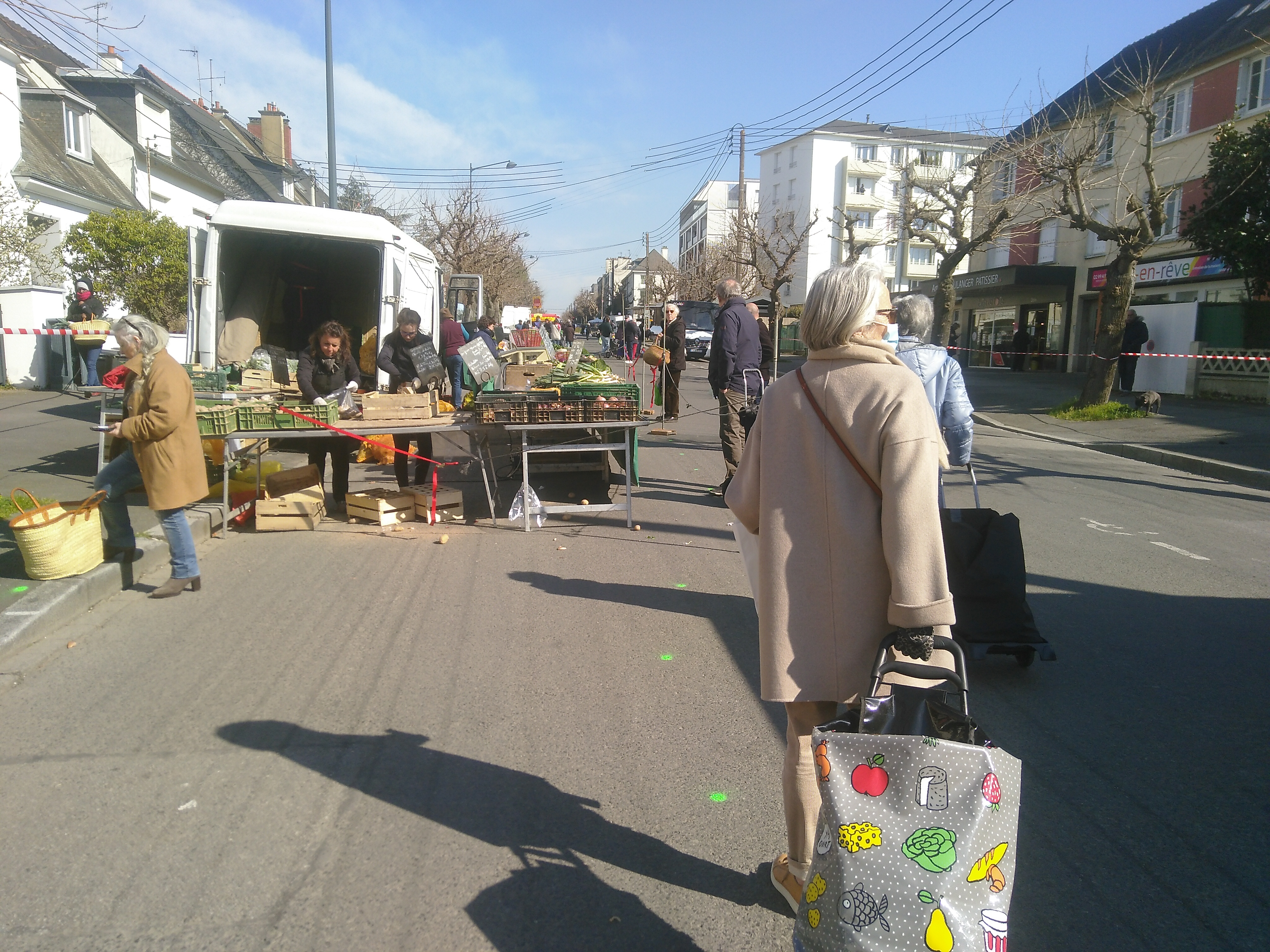
Mercat Alexis Carrel aRennes.